# Рубчаківна Ольга Іванівна
О́льга Іва́нівна Рубчакі́вна (10 травня 1903, Чернівці — 21 листопада 1981, Київ) — українська театральна акторка, Заслужена артистка УРСР (1940). Дочка Івана і Катерини Рубчаків, дружина Гната Юри, сестра актрис Ярослави Барничевої і Надії Рубчаківни.

## Біографічні відомості
Народилася 10 травня 1903 року в місті Чернівцях. Навчалася в драматичній школі в Києві. Працювала в Новому львівському театрі (1919), Українському драматичному театрі імені І. Франка (1920–1960, з 1926 року — у Києві).

Могила Гната Юри і Ольги Рубчаківни

Жила в Києві. За її сприяння прах матері було перепоховано на Микулинецькому цвинтарі Тернополя 1958 року.
Померла 21 листопада 1981 року. Похована на Байковому кладовищі поруч із чоловіком Гнатом Юрою.

## Ролі
За словами В. Заболотної «Невеличка на зріст, запальна, з характерним „металевим“ тембром сильного голосу, Рубчаківна відповідала амплуа „інженю“, грала характерні й травестійні (дитячі) ролі. Була яскравою господинею заїзду Мірандоліною, вогнистою Стехою в „Назарі Стодолі“, наївною дівчинкою Майкою в „Платоні Кречеті“ та завзятим Котигорошком. У запалі двобою героїчного хлопчика зі Змієм Рубчаківна добряче розкроїла голову актору Павлу Шкрьобі бутафорським мечем…»
Серед її ролей:
- Сюзанна («Весілля Фігаро» П. Бомарше)
- Стеха («Назар Стодоля» Т. Шевченка)
- Мірандоліна («Мірандоліна» К. Гольдоні)
- Ганнулька («Зимовий вечір» М. Старицького)
- Олена («Пошились у дурні» М. Кропивницького)
- Русалка («Лісова пісня» Лесі Українки)
- Сніжинка, Мімі («Чорна Пантера і Білий Медвідь» В. Винниченка)[4]

Ролі травесті:
- Керубіно («Весілля Фігаро» П. Бомарше)
- Пек («Сон літньої ночі» В. Шекспіра)

Ролі підлітків:
- Матюша («Суєта» І. Карпенка-Карого)
- Майя («Платон Кречет» О. Корнійчука)